# Scopula nigricosta
Scopula nigricosta är en fjärilsart som beskrevs av Paul Dognin 1911. Scopula nigricosta ingår i släktet Scopula och familjen mätare. Inga underarter finns listade.